# تكون جبال الألب

خريطة تكتونية لجنوب أوروبا والشرق الأوسط، تُظهر الهياكل التكتونية لحزام جبال ألبايد الغربي.

تكوّن جبال الألب[محل شك] مرحلة تكوّن الجبال في أواخر العصر الوسيط (أوالبين) والحقبة الحديثة التي شكلت سلاسل جبال حزام ألبي.

## سبب تكون جبال الألب
تحدث تكون جبال الألب بسبب اصطدام القارتين إفريقيا والهند والصفيحة السيمرية الصغيرة (من الجنوب) بأوراسيا في الشمال. بدأت الحركات المتقاربة بين الصفائح التكتونية (الصفيحة الأفريقية والصفيحة الهندية من الجنوب، والصفيحة الأوراسية من الشمال، والعديد من الصفائح الصغيرة والصفيحات الدقيقة) في أوائل العصر الطباشيري، لكن المراحل الرئيسية لبناء الجبال بدأت في العصر الطباشيري. من العصر الباليوسيني إلى الأيوسين. تستمر العملية حاليًا في بعض سلاسل جبال الألب.[بحاجة لمصدر]
تعتبر جبال الألب واحدة من المراحل الثلاث الرئيسية للتكون في أوروبا التي تحدد جيولوجيا تلك القارة، جنبًا إلى جنب مع تكون جبال كاليدونيا التي شكلت قارة الحجر الرملي الأحمر القديم عندما اصطدمت قارتا بلطيقيا ولورنشيا في أوائل العصر الباليوزوي، وهرسينيان. أو تكوينات فاريسكان التي شكلت بانجيا عندما اصطدمت جندوانا وقارة الحجر الرملي الأحمر القديم في منتصف إلى أواخر حقب الحياة القديمة.[بحاجة لمصدر]

## سلاسل الجبال متضمنة
تشمل هذه الجبال (من الغرب إلى الشرق) الأطلس والريف وباتيك كورديليرا وجبال كانتابريا وجبال البرانس وجبال الألب وجبال الأبينين وجبال الألب الدينارية وجبال الألب الألبانية (ألبانيدس) وجبال بيندوس (هيلينيدس)، الكاربات، البلقانيدات (جبال البلقان و صخور ريلا رودوبي)، وجبال بونتيك، والثور، والمرتفعات الأرمنية، والقوقاز، والبرز، وزاغروس، وهندو كوش، وبامير، وكاراكورام، وجبال الهيمالايا.
تحدث أحيانًا أسماء أخرى لوصف تكوين سلاسل جبلية منفصلة: على سبيل المثال تكون جبال الكاربات لجبال الكاربات، أو تكوّن جبال الهيلينية لجبال البيندوس، أو تكوّن جبال ألتاي لجبال ألتاي أو جبال الهيمالايا في جبال الهيمالايا.

## تكون جبال الألب والجبال البعيدة
أدى تكوين جبال الألب أيضًا إلى تكوين سمات جيولوجية أكثر بعدًا وأصغر مثلويلد أرتويس أنتيكلين في جنوب إنجلترا وشمال فرنسا، والتي يمكن رؤية بقاياها في تلال الطباشير في شمال وجنوب داونز في جنوب إنجلترا. تظهر آثاره بشكل خاص في جزيرة وايت، حيث يتم طي مجموعة الطباشير وطبقات الإيوسين التي تعلوها إلى شبه عمودي، كما يظهر في التعرضات في ألوم باي وخليج وايتكليف، وعلى ساحل دورست بالقرب من لولوورث كوف. تسببت الضغوط الناشئة عن تكون جبال الألب في ارتفاع حقب الحياة الحديثة لسلسلة جبال سوديتس وربما صخور متصدعة بعيدة مثل أولاند في جنوب السويد خلال العصر الباليوسيني.